# تلمبة باقري (قلعة بيابان)
تلمبة باقري (بالإنجليزية: Tolombeh-ye Baqeri, Darab)‏ هي منطقة سكنية تقع في إيران في فارس. يقدر عدد سكانها بـ 37 نسمة .